# Погром 1921 року в Талсі
Погром 1921 року в Талсі (також відомий як Расовий бунт в Талсі, Расові заворушення в Талсі, Різанина в Ґрінвуді, або Різанина на Блек-Уол-Стріт) відбувся протягом 31 травня та 1 червня 1921 року, коли натовпи білих мешканців атакували чорних мешканців та бізнеси в Ґрінвудському районі в Талса, Оклахома. Її називають «найгіршим інцидентом расової жорстокості в американській історії». Атака, яка відбувалась з землі та з приватних літаків, і знищила більше ніж 35 кварталів в районі, що тоді належав найбагатшій чорній спільноті в Сполучених Штатах, також відомої як «Блек Уол Стріт».
Більше ніж 800 людей потрапило в лікарні та близько 6 000 чорних мешканців було затримано, багатьох на декілька днів. Оклахомське бюро статистики офіційно зареєструвало 36 смертей, але Американський Червоний Хрест відмовився робити оцінку. В 2001 комісія штату дослідила події і підтвердила 39 вбитих, 26 чорних та 13 білих, базуючись на сучасній аутопсії, свідоцтвах про смерть та інших записах.:114 Комісія загалом дала оцінку від 75-100 до 150—300 загиблих.:13:23
Різанина почалась протягом вихідних Дня пам'яті після того, як дев'ятнадцятирічний Дік Роуланд, чорний чистильщик взуття, був звинувачений в нападі на Сару Пейдж, сімнадцятирічну білу операторку ліфта в споруді Дрексел. Його взяли під варту. Після цього розлючені місцеві білі зібрались ззовні будинку суду, де Роуланда утримували, і поширювали чутки, що його лінчували, це стривожило місцеве чорне населення, деякі з них почали прибувати до приміщення суду озброєні. В результаті пострілів дванадцять людей було вбито: десять білих та двоє чорних.
З поширення новини про ці смерті по місту, насильство вибухнуло.
Білі бунтарі бушували в чорних околицях протягом тієї ночі і ранку, вбиваючи людей, спалюючи та грабуючи магазини та будинки. Тільки близько полудня наступного дня війська Національної Гвардії Оклахоми змогли взяти під контроль ситуацію оголошенням військового стану. Близько 10000 чорношкірих людей стали бездомними, сумарна шкода завдана майну була більшою, ніж $1,5 мільйони (нерухомість) та $750 000 (особисте майно) (що з врахуванням інфляції в 2019 році відповідає $32,25 мільйонам).